# 中寮 (嘉義縣)
中寮，原寫為中藔，是臺灣嘉義縣鹿草鄉的一個傳統地域名稱，位於該鄉中部偏東南。相較於今日行政區，其範圍大致包括重寮村不含西部及西南端、鹿草村南部、後堀村西南端。

## 歷史
台灣日治初期，中寮地區為一街庄（舊制街庄），稱為「中藔庄」，隸屬於鹿仔草堡。該庄昔日西邊北段及北邊與鹿仔草庄為鄰，東北與山仔腳庄為鄰，東邊及南邊東段為三角仔庄，南邊西段及西邊南段為施厝藔庄。
1901年（日治明治三十四年）11月11日，全台廢縣廳改設二十廳，該庄隸屬於嘉義廳。1904年（明治三十七年）2月20日，該庄編入「鹿仔草區」，隸屬於嘉義廳。1905年（明治三十八年）7月1日，嘉義廳內管轄區域調整，該庄仍隸屬於「鹿仔草區」。1909年（明治四十二年）10月25日，全台合併二十廳為十二廳，鹿仔草區仍隸屬於嘉義廳。1920年（大正九年）10月1日，全台地方制度大改正，廢十二廳改設五州二廳，該庄改制並雅化為「中寮」大字，隸屬於臺南州東石郡鹿草庄（新制街庄）。
戰後鹿草庄改制為鹿草鄉，隸屬於臺南縣，大字亦改制為村。1950年10月25日，雲、嘉、南分治，鹿草鄉改隸屬嘉義縣。

## 聚落
該地區發展較早的聚落為中藔、許厝藔，在日治期初期的官方地圖上已有記載。

## 交通
縣道163號是嘉義至好美里的道路，經過本地區北部邊界地帶。由該道路東行可前往水上鄉、嘉義市西區，並止於縣道159號路口；西行可前往鹿草鄉鹿草市區、義竹鄉、布袋鎮，並止於好美里。
鄉道嘉35線是鹿草至頂潭的道路，經過本地區中藔、許厝藔等聚落。

## 學校
- 重寮國小